# Ouaguenoun

Mapa mostrando o distrito de Ouaguenoun (em laranja destacado) na província de Tizi Ouzou, Argélia.

Ouaguenoun é um distrito da província de Tizi Ouzou, Argélia. Em 2008, sua população era de 66 689 habitantes.